# Saladínská olšina
Saladínská olšina je přírodní rezervace poblíž obce Záblatí v okrese Prachatice. Chráněné území se rozkládá po pravé straně Cikánského potoka několik set metrů severozápadně od osady Saladín. Oblast spravuje Správa NP a CHKO Šumava. Důvodem ochrany je přírodní, lidskou činností neovlivňovaný údolní jasanovo-olšový luh, kriticky ohrožené druhy ptáků a jejich biotopy, silně ohrožené druhy savců, ptáků a obojživelníků a jejich biotopy, ohrožené druhy obojživelníků plazů a rostlin a jejich biotopy. Na území lokality se dříve ve středověku těžilo zlato.